# Michael Zohary
Michael Zohary (* 1898 in Bibrka, österreichisch Galizien; † 15. April 1983 in Jerusalem) war ein israelischer Botaniker. Sein offizielles botanisches Autorenkürzel lautet „Zohary“.
Sein Sohn war Daniel Zohary (1926–2016), ein Agronom und Genetiker.

## Leben und Wirken
Michael Zohary emigrierte 1920 von Europa nach Palästina. 1926 begann er an der neu gegründeten Hebräischen Universität Jerusalem zusammen mit Alexander Eig und Naomi Feinbrun über die Flora Israels und der benachbarten Länder des Mittleren Ostens zu arbeiten. Er entdeckte dabei das Prinzip der Antitelechorie bei Wüstenpflanzen. 1936 promovierte er über dieses Phänomen an der Karls-Universität Prag.
Sein Hauptinteresse galt immer der Flora Israels. Er publizierte sieben große Monographien unter anderen zu den Gattungen Klee (Trifolium), den Pistazien (Pistacia) und Tamarisken (Tamarix). Ebenso verfasste er die ersten beiden Bände der Flora Palaestina (Pteridophyta und Dialypetalae, 1966 und 1972). 1962 verfasste er The Plant Life of Palestine und 1973 Geobotanical Foundations of the Middle East.
Zohary emeritierte 1967, setzte seine Arbeit im Herbarium aber fort. Sein letztes Buch Plants of the Bible erschien wenige Wochen vor seinem Tod. Es erschien schon 1983 in deutscher Übersetzung.
Im Jahr 1954 wurde ihm der Israel-Preis verliehen. 1973 erhielt er den Rothschild-Preis für Lebenswissenschaften. Seit 1960 war er Mitglied der Israelischen Akademie der Wissenschaften. Drei in Israel heimische Wildpflanzen, der Lippenblütler Stachys zoharyana, der Korbblütler Anthemis zoharyana und das Spargelgewächs Bellevalia zoharyi wurden nach ihm benannt.

## Schriften
- Plants of the Bible. Cambridge 1982
  - Pflanzen der Bibel. Übersetzung von Eugen Gratwohl und Helmut Zechner. 3. Auflage. Calwer Verlag, Stuttgart 1995, ISBN 3-7668-3397-9.